# سید محسن امین
ابومحمد باقر محسن مشهور به سید محسن امین از علما و فقهای شیعه در سال ۱۲۸۴ (قمری) در روستای شقراء، تابع بخش هونین دیده به دنیا گشود.
نسبش با چند واسطه به زید بن علی فرزند علی بن حسین می‌رسد.

## تحصیل
در هفت سالگی قرآن را حفظ کرد و خواندن و نوشتن را فرا گرفت. سپس در مدارس جبل عامل به فراگیری مقدمات علوم، مانند نحو، صرف، منطق، معانی و برخی دروس فقه و اصول مشغول شد.
پس از گذراندن دروس نخستین، جهت تکمیل تحصیلات دینی‌اش به حوزه نجف رفت و در آنجا به درجه اجتهاد دست یافت.
در سال ۱۸۹۸، پس از یازده سال اقامت در نجف، به دعوت مردم دمشق، برای امامت، ارشاد و وعظ به آنجا رفت.
وی پس از نگارش رساله‌ای با عنوان التنزیه لاعمال الشبیه، که در آن اثبات کرده بود قمه زنی و زنجیرزنی و پاره‌ای از رسوم عزاداری عوام، اعمال غیرشرعی، حرام و شیطانی اند، همچنین گفته بود حجامت اگر به توصیه طبیب نباشد حرام است. وی با بیان عقاید خود مورد خشم مردم عوام قرار گرفت و پس از تهمت‌ها و توهین‌های فراوان طردش کردند. گرچه پس از چندی و با شدیدتر شدن این عداوت عوام با امین، برخی همچون سید ابوالحسن اصفهانی و محمدحسین کاشف الغطاء احساس وظیفه کرده، به حمایت از او برخاستند و حتی فتاوای مشابه نظر او صادر کردند، اما امین تا آخر عمر خانه‌نشین شد.

## اساتید

### در جبل عامل
- سید محمدحسین
- سید جواد مرتضی
- سید نجیب‌الدین فضل‌الله العاملی العیناثی

### در نجف
- سید احمد کربلایی
- محمدباقر نجم‌آبادی
- ملا فتح‌الله شریعت اصفهانی
- محمدکاظم خراسانی
- آقا رضا همدانی
- محمد طه نجف

## شاگردان
1. سید حسن فرزند عمویش سید محمود
2. سید مهدی این سید حسن آل ابراهیم حسینی عاملی
3. شیخ منیر عسیران
4. سید امین ابن سید علی احمد حسینی عاملی
5. شیخ علی این شیخ محمد مروه عاملی حداثی
6. شیخ عبدالطیف شبلی ناصر عاملی حداثی
7. استاد ادیب تقی دمشقی
8. شیخ مصطفی خلیل صوری
9. شیخ علی صوری
10. شیخ حسین سمرو حمصی غوری
11. شیخ علی شمیع حمصی غوری
12. شیخ علی جمال دمشقی[۴]

## آثار
- اعیان الشیعه
- تاریخ جبل عامل
- کشف الارتیاب فی أتباع محمد بن عبد الوهاب بایگانی‌شده  در ۲۶ ژوئن ۲۰۱۷ توسط Wayback Machine
- حاشیه بر عروة الوثقی
- حذف القتول عن علم الاصول
- لواعج الاشجان فی مقتل الحسین[۵]
- اصدق الاخبار فی قضیة الاخذ بالثار
- الدر النضید فی مراثی السبط الشهید
- البحر الزخار فی شرح احادیث الائمة الاطهار
- نقض الوشیعة أو الشیعة بین الحقائق و الاوهام
- المجالس السنیة فی مناقب و مصائب العترة النبویة[۶]
- فی رحاب ائمه اهل البیت. (ترجمه شده توسط مرحوم علی حجتی کرمانی با نام سیرهٔ معصومان)

## درگذشت
امین در چهارم رجب سال ۱۳۷۱ ـ ۳۰ مارس ۱۹۵۳ در بیروت درگذشت و در صحن حرم زینب در دمشق دفن شد.